# Axel Klein (Japanologe)
Axel Peter Klein (* 1968) ist ein deutscher Japanologe.

## Leben
Axel Klein studierte von 1987 bis 1994 Japanologie, Politikwissenschaft und Vergleichende Religionswissenschaften an der Rheinischen Friedrich-Wilhelms-Universität Bonn. 1998 promovierte er mit einer seiner Arbeit über die Reform des Wahlsystems in Japan.
Von 1998 bis 2007 war Klein wissenschaftlicher Mitarbeiter an der Forschungsstelle Modernes Japan der Friedrich-Wilhelms-Universität Bonn. 2005 habilitierte Klein sich mit einer Arbeit zum politischen System Japans.
Von 2007 bis 2011 war Klein als wissenschaftlicher Mitarbeiter beim Deutschen Institut für Japanstudien in Tokio beschäftigt. Seit dem Jahr 2012 hält er eine Professur für moderne sozialwissenschaftliche Ostasienstudien an der Universität Duisburg-Essen. Er forscht u. a. zur Religion und Politik in Japan und dem Wahl- und Parteiensystem in Japan.

## Werke (Auswahl)
- Das Wahlsystem als Reformobjekt: eine Untersuchung zu Entstehung und Auswirkung politischer Erneuerungsversuche am Beispiel Japan. Bier’sche Verlagsanstalt, Bonn, 1998, ISBN 978-3-9806179-0-1.
- als Hrsg.: Modernization in progress: demographic development and value change in contemporary Europe and East Asia. Bier’sche Verlagsanstalt, Bonn, 2002, ISBN 978-3-936366-03-7.
- Das politische System Japans. Bier’sche Verlagsanstalt, Bonn, 2006, ISBN 978-3-936366-12-9.
- mit Christian Gerhard Winkler: Japan. Wochenschau-Verlag, Schwalbach/Taunus, 2012, ISBN 978-3-89974-638-9.